# NGC 7079
NGC 7079 (другие обозначения — PGC 66934, ESO 287-36, MCG -7-44-22, AM 2129-441) — линзообразная галактика (SB0) в созвездии Журавль.
Этот объект входит в число перечисленных в оригинальной редакции «Нового общего каталога».